# Tectaria pinnata
Tectaria pinnata är en ormbunkeart som först beskrevs av Carl Frederik Albert Christensen, och fick sitt nu gällande namn av R. M. Tryon och A. F. Tryon. Tectaria pinnata ingår i släktet Tectaria och familjen Tectariaceae. Inga underarter finns listade.